# Jorge Theiler
Jorge Walter Theiler (* 12. Mai 1964 in San José de la Esquina) ist ein ehemaliger argentinischer Fußballspieler und heutiger -trainer.

## Karriere

### Spieler
Von der Saison 1983/84 bis 1988/89 spielte Jorge Theiler bei Newell’s Old Boys. Danach wechselte er zu River Plate, blieb hier aber nur bis März 1990 und wechselte in die Schweiz zum FC St. Gallen. Nach der Runde 1990/91 kehrte er in seine Heimat Argentinien zurück und schloss sich der Mannschaft von CA San Lorenzo de Almagro an. Zur Saison 1993/94 spielte er noch ein halbes Jahr für die Newell’s Old Boys und beendete danach seine Karriere.
Bei der Copa América 1987 stand er zwar im Kader der argentinischen Auswahl, kam aber nicht zum Einsatz. Wie viele Einsätze er darüber hinaus genau hatte, ist unbekannt.

### Trainer
Nachdem Theiler Jugendmannschaften als Trainer an der Seitenlinie begleitet hatte, wurde er 2004 in Paraguay Cheftrainer von Club Libertad. Dort währte seine Zeit nur für ein paar Spiele. Im Jahr 2005 wurde er für kurze Zeit Trainer bei Instituto Atlético Central Córdoba. Danach trainierte er die argentinische U15-Nationalmannschaft und nahm mit dieser an der U15-Südamerikameisterschaft 2009 teil.
Von November 2016 bis Ende 2018 war Theiler unter Gerardo Martino Co-Trainer bei Atlanta United in der MLS. Danach folgte er ihm weiter in den Trainerstab der mexikanischen Nationalmannschaft, dem er bis heute angehört.